# ناتاشا موزجوفايا
ناتاشا موزجوفايا (بالعبرية: נטשה מוזגוביה، الروسية: Наташа Мозговая؛ ولدت 1979) هي صحفيه أمريكية إسرائيلية، ومذيعة تلفزيونية لـ صوت أمريكا.

## سيرة شخصية
ولدت ناتاشا موزجوفايا في الاتحاد السوفيتي عام 1979 لعائلة من الصحفيين اليهود، وهاجرت إلى إسرائيل عام 1990. في سن الحادية عشرة، نشرت أول مقال لها في صحيفة روسية. في سن الرابعة عشرة، كانت تكتب عمودًا ساخرًا أسبوعيًا في صحيفة فيستي الروسية الإسرائيلية. بمرور الوقت، تقدمت لتصبح محررة في مجلتين إضافيتين في الصحيفة وترجمت عدة كتب من الروسية إلى العبرية. في سن الثانية عشرة، فازت بأول ظهور لها على الشاشة، حيث شاركت في إعلانات للوكالة اليهودية. 
موزجوفايا حاصل على درجة البكالوريوس في علم الاجتماع والأنثروبولوجيا ودرجة الماجستير في العلوم السياسية من جامعة تل أبيب.
في عام 2000، غادرت موزغوفايا فيستي وأصبح مراسلاً لصحيفة يديعوت أحرونوت، حيث غطت مجموعة واسعة من القضايا في إسرائيل وجميع أنحاء العالم. خلال رئاسة فلاديمير بوتين، ساهمت موزغوفايا في تغطية واسعة النطاق للمعارضة الروسية. وفي الوقت نفسه، قدمت البرنامج الاستقصائي التلفزيوني «القسم الخاص» على القناة 9، والبرامج الثقافية «أوسيم روتش» على القناة 1 وها بوكر هاشفي على القناة 2. 
منذ أكتوبر 2007، قدمت نشرة الأخبار المسائية على القناة 9 ولعبت دور البطولة في المسلسل الوثائقي تمول شيلشوم، الذي يتحدث عن تاريخ إسرائيل من عام 1948، كل جزء مخصص لسنة مختلفة في تاريخ البلاد. على الرغم من أنها تعمل معظم الوقت باللغة العبرية، إلا أن تقاريرها باللغة الروسية من الأراضي الفلسطينية وإسرائيل نُشرت في مجلات وصحف مختلفة في روسيا، وتم اختيار إحدى مدوناتها مرتين لتكون "أفضل مدونة" في عالم التدوين الروسي و "الأفضل" مدونة صحفية بالروسية "لدويتشه فيله عام 2004.
في عام 2008، تركت موزغوفايا يديعوت أحرونوت لتصبح رئيسة مكتب واشنطن لصحيفة هآرتس في واشنطن العاصمة، وكانت محاضرة متكررة حول إسرائيل وشؤون الشرق الأوسط في العديد من الجامعات الأمريكية والمجتمعات ومراكز الفكر.غادرت «هآرتس» عام 2012.
في عام 2013، بدأت موزجوفايا العمل في صوت أمريكا، مقدمًه البرنامج التلفزيوني الحالي. في عام 2013، ساهمت بأعمدة لبوابة الأخبار الإسرائيلية والا!. في عام 2015، طورت وبدأت في تقديم برنامج Briefing، وهو برنامج تلفزيوني يومي على الويب.

## الحياة الشخصية
تعيش في ولاية ماريلاند مع زوجها الأمريكي الإسرائيلي وأطفالها الثلاثة.